# Reina santa
La Reina Santa es una película histórica, coproducción entre España y Portugal de 1947, que protagoniza Maruchi Fresno, Antonio Vilar y Luis Peña. La versión española fue dirigida por Rafael Gil y la portuguesa por Henrique Campos y Aníbal Contreiras. Forma parte de un grupo muy popular de películas históricas que se rodaron en España a finales de los años cuarenta.
La película retrata la vida de Isabel de Aragón, una española que llegó a ser reina de Portugal y desempeñó una función pacificadora entre distintas facciones en la corte portuguesa, así como entre Portugal y Castilla.

## Producción
La película, que fue la cumbre del llamado cine histórico de la posguerra, fue uno de los proyectos más ambiciosos de Cesáreo González y su productora Suevia Films. 
Para dar renombre a la producción, se contrató inicialmente a la estrella británica Madeleine Carroll, que después de ser presentada públicamente rechazó su participación en la película, alegando oficialmente agotamiento físico, y que culminó con su súbita marcha a una finca de su propiedad en Palamós y fue sustituida por Maruchi Fresno. Este incidente fue utilizado por el productor como elemento publicitario de la película. La cinta supuso un éxito comercial y recibió buena crítica en su estreno.

## Reparto
- Maruchi Fresno es Isabel de Aragón.
- Antonio Vilar es Dionis, Rey de Portugal.
- Luis Peña es Nuño de Lara.
- Fernando Rey es el infante Alfonso.
- José Nieto es Vasco Peres, el concejal.
- María Martín es Blanca.
- Juan Espantaleón es Pedro, el sacerdote.
- Fernando Fernández de Córdoba es Pedro III de Aragón.
- María Asquerino es Leonor.
- Barreto Poeira es Álvaro.
- Milagros Leal es Doña Betaza.
- Virgilio Teixeira es Alfonso Sánchez.
- Julieta Castelo es Doña María Ximénez.
- Gabriel Algara es Juan Velho.
- Carmen Sánchez es Doña Constanza.
- Emilio G. Ruiz es el infante Pedro.
- Manuel Guitián es Ramiro.
- Joaquina Almarche es María de Molina.
- Rafael Luis Calvo es Fernán Ayres.
- José Prada es Martín Gil.
- Manrique Gil es Don Juan Manuel.
- Félix Fernandez es Barredo.
- Joaquín Pujol
- José Franco es Froilas.